# Olympische Sommerspiele 1900/Leichtathletik – Standweitsprung (Männer)
Der Standweitsprung der Männer bei den Olympischen Spielen 1900 in Paris wurde am 16. Juli 1900 im Croix Catelan entschieden. Die Regel sah vor, dass nur einmal zum Sprung angesetzt werden durfte. Wurde der ganz vom Boden abgehobene Fuß vor Abschluss des Sprungs wieder aufgesetzt, galt dies als Fehlversuch. Bei Olympischen Spielen standen die Standsprünge erstmals auf dem Programm und blieben bis einschließlich 1912 olympisch.
Die beiden US-amerikanischen Ersten des Hochsprung aus dem Stand lagen auch im Standweitsprung vorne. Der Standsprungspezialist Raymond Ewry wurde Olympiasieger vor dem Doppelgoldmedaillengewinner im Hoch- und Stabhochsprung Irving Baxter. Den dritten Platz belegte der Franzose Émile Torchebœuf.

## Rekorde
Die damals bestehenden Weltrekorde waren noch inoffiziell.
| Weltrekord         | 3,30 m                                                 | A. Schwaner                                            | USA                                                    | 1892                                                   |
| Olympischer Rekord | Disziplin bei Olympischen Spielen erstmals ausgetragen | Disziplin bei Olympischen Spielen erstmals ausgetragen | Disziplin bei Olympischen Spielen erstmals ausgetragen | Disziplin bei Olympischen Spielen erstmals ausgetragen |

Folgende Rekorde wurden bei diesen Olympischen Spielen im Weitsprung aus dem Stand gebrochen oder eingestellt:
| OR | 3,21 m | Ray Ewry | USA | 16. Juli |

## Medaillen
Wie schon bei den I. Olympischen Spielen vier Jahre zuvor gab es jeweils eine Silbermedaille für den Sieger und Bronze für den zweitplatzierten Athleten. Der Sportler auf Rang drei erhielt keine Medaille.

## Ergebnis
| Platz | Athlet           | Land       | Weite (m)  |
| ----- | ---------------- | ---------- | ---------- |
| 1     | Ray Ewry         | USA        | 3,210 (OR) |
| 2     | Irving Baxter    | USA        | 3,135      |
| 3     | Émile Torchebœuf | Frankreich | 3,030      |
| 4     | Lewis Sheldon    | USA        | 3,020      |

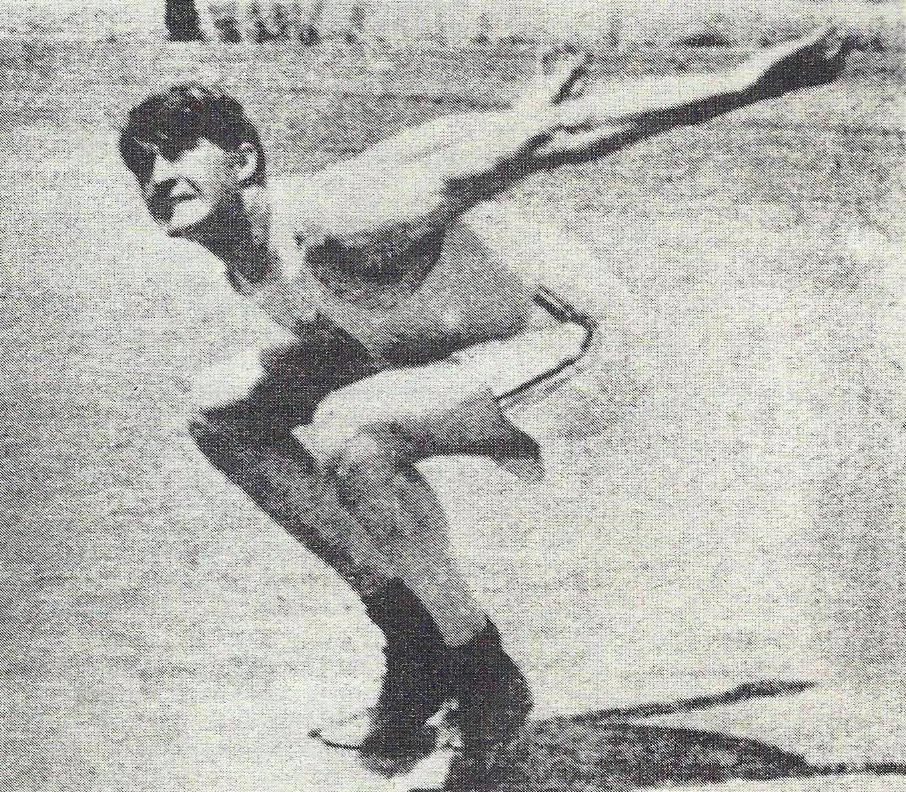
Standsprungspezialist Ray Ewry siegte auch im Standhoch- und Standdreisprung

Sprünge aus dem Stand wurden damals häufig ausgetragen, ohne dass es verbindliche Regeln gab, außer dass ein Fuß den Boden nur einmal verlassen durfte. Gemessen wurde in halben Zentimetern. Einzelne Quellen benennen die Weite des Siegers mit 3,30 m oder 3,35 m, was allerdings neuen Weltrekord bedeutet hätte und deshalb als eher unwahrscheinlich anzusehen ist.
Alle drei Sprungdisziplinen aus dem Stand fanden am selben Tag statt. So wurde Ewry an einem Tag dreimal Olympiasieger, ein unerreichter Rekord.
Auch hier stimmen die verwendeten Quellen gut überein, bei Ekkehard zur Megede fehlt allerdings die Nennung des Viertplatzierten.

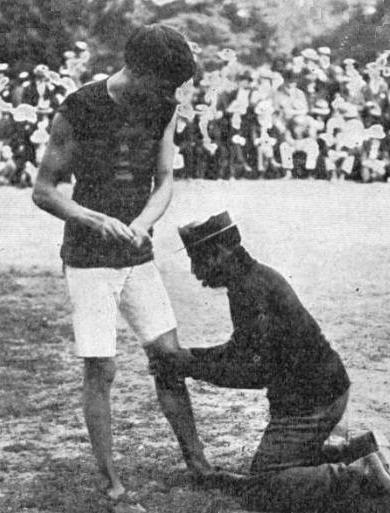
Der Olympiazweite Irving Baxter, auch Olympiasieger im Hoch- und Stabhochsprung
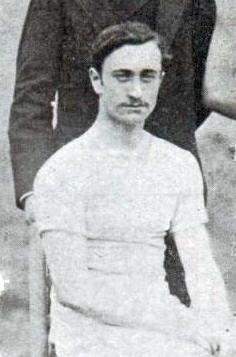
Der französische Olympiadritte Émile Torchebœuf – hier in einer Aufnahme von 1896
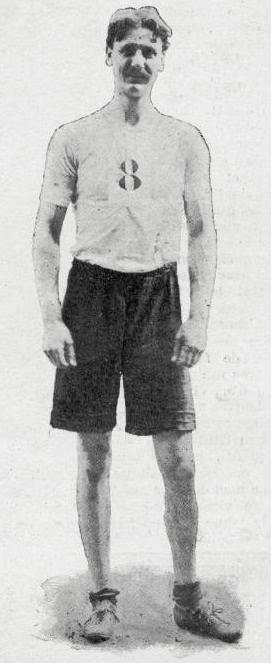
Der viertplatzierte Lewis Sheldon war auch Dritter im Dreisprung und Standhochsprung sowie Vierter im Standdreisprung